# Ford S-MAX
Ford S-MAX er en personbilsmodel fra bilfabrikanten Ford. Modellen kom på markedet i maj 2006 og skulle lukke hullet mellem Ford C-MAX og den samtidigt introducerede anden generation af Ford Galaxy, og forbinde en MPV's rummelighed med en sedans sportslighed.
Modellen er sammen med anden generation af Ford Galaxy den første Ford-model til at bære det nye såkaldte "Ford kinetic Design", som blev præsenteret med Ford Iosis på Frankfurt Motor Show 2005 og i fremtiden skal kendetegne alle Ford-modeller.
S-MAX bygges sammen med Ford-modellerne Galaxy og Mondeo, som bygger på samme platform, i belgiske Genk.

## Teknik
S-MAX har op til syv sæder, hvor anden og tredje (ekstraudstyr) sæderække kan sænkes helt ned i gulvet.
Siden sommeren 2007 kan 2,0-liters dieselmotoren med 96 kW (130 hk) fås med det nye automatgear Durashift 6tronic. Derudover fås S-MAX med afstandsafhængig fartpilot (ACC) og interaktiv undervogn (elektronisk støddæmperregulering).

### Motorer
Ved introduktionen kunne modellen fås med to benzinmotorer med 107 kW (145 hk) og 162 kW (220 hk) samt to commonrail-dieselmotorer med standardmonteret partikelfilter og 96 kW (130 hk) hhv. 103 kW (140 hk). I efteråret 2007 kom der to nye motorer på programmet: En 2,3-liters Duratec-motor, som kun fandtes med automatgear og ydede 118 kW (160 hk), samt en 2,2-liters turbodiesel med 129 kW (175 hk) og sekstrins manuel gearkasse. Siden foråret 2008 fik 2,0-liters dieselmotoren med automatgear 103 kW (140 hk) ligesom modellen med manuelt gear og den mindste benzinmodel kom som FlexiFuelVehicle (FFV), hvilket muliggjorde drift med bioætanol. Effekten var fortsat 107 kW (145 hk).
I 2010 blev motorprogrammet komplet modificeret, og alle motorversioner opfylder nu Euro5-normen. S-MAX var sammen med Galaxy den første Ford-model som fik den nye 2,0-liters EcoBoost-benzinmotor med turbolader, hvorfor 2,3- og 2,5-liters Duratec-motorerne blev taget af programmet. Også dieselmotorprogrammet blev ændret: Den ved samme effekt mere sparsomme 1,6 TDCi afløste den mindste 2,0 TDCi med 85 kW (115 hk), og samtidig fik 2,2 TDCi sin effekt øget til 147 kW (200 hk).
| Model             | Cylindre | Ventiler | Slagvolume cm³ | Max. effekt kW (hk) / omdr. | Max. drejningsmoment Nm / omdr. | 0-100 km/t sek. | Topfart km/t | Byggeår         |
| ----------------- | -------- | -------- | -------------- | --------------------------- | ------------------------------- | --------------- | ------------ | --------------- |
| Benzinmotorer     |          |          |                |                             |                                 |                 |              |                 |
| 1.6 EcoBoost-SCTi | 4        | 16       | 1596           | 118 (160) / 5700            | 240 / 1600 − 4000               | 9,8             | 204          | 12/2010 −       |
| 2.0 Duratec       | 4        | 16       | 1999           | 107 (145) / 6000            | 1851 / 4500                     | 10,9            | 197          | 2006 −          |
| 2.0 EcoBoost-SCTi | 4        | 16       | 1976           | 149 (203) / 6000            | 300 / 1750 − 4500               | 8,2             | 225          | 5/2010 −        |
| 2.0 EcoBoost-SCTi | 4        | 16       | 1976           | 176 (240) / 6000            | 340 / 1900 − 3500               | 7,6             | 240          | 12/2010 −       |
| 2.3 Duratec       | 4        | 16       | 2261           | 118 (160) / 6500            | 208 / 4200                      | 11,2            | 194          | 2007 − 4/2010   |
| 2.5 Duratec       | 5        | 20       | 2521           | 162 (220) / 5000            | 320 / 1500 − 4800               | 7,9             | 230          | 2006 − 4/2010   |
| Dieselmotorer     |          |          |                |                             |                                 |                 |              |                 |
| 1.6 TDCi          | 4        | 8        | 1560           | 85 (115) / 3600             | 270 / 1750 − 2500               | 13,0            | 180          | 12/2010 −       |
| 1.8 TDCi          | 4        | 8        | 1753           | 74 (101) / 3850             | 280 / 1800                      |                 |              | 2006 − 2/2010   |
| 1.8 TDCi          | 4        | 8        | 1753           | 92 (125) / 3850             | 320 / 1750                      | 11,6            | 187          | 2006 − 2/2010   |
| 2.0 TDCi          | 4        | 16       | 1997           | 85 (115) / 4000             | 300 / 1750 − 2300               | 12,2            | 182          | 9/2007 − 2/2010 |
| 2.0 TDCi          | 4        | 16       | 1997           | 96 (130) / 4000             | 320 / 1750 − 2240               | 10,9            | 191          | 2006 − 2008     |
| 2.0 TDCi          | 4        | 16       | 1997           | 103 (140) / 4000            | 320 / 1750 − 2240               | 10,2            | 196          | 2006 − 2/2010   |
| 2.0 TDCi          | 4        | 16       | 1997           | 103 (140) / 3750            | 320 / 1750 − 2750               | 10,2            | 195          | 2/2010 −        |
| 2.0 TDCi          | 4        | 16       | 1997           | 120 (163) / 3750            | 340 / 2000 − 3250               | 9,5             | 205          | 2/2010 −        |
| 2.2 TDCi          | 4        | 16       | 2179           | 129 (175) / 3500            | 4002 / 1750 − 2750              | 9,4             | 212          | 2008 − 2010     |
| 2.2 TDCi          | 4        | 16       | 2179           | 147 (200) / 3500            | 420 / 1750 − 3000               | 8,9             | 212          | 12/2010 −       |

1 Drejningsmoment for 2.0 Flexifuel: 190 Nm

2 Drejningsmoment med overboost: 420 Nm

## Facelift
I maj 2010 gennemgik S-MAX et facelift. Udenpå kom der kun mindre optiske modifikationer, så bilen fik modificeret frontparti og bagklap. Moderne LED-teknik kom nu til indsats i dagkørelysene og de nydesignede baglygter. Tykkere vinduesglas bidragede til støjdæmpning af kabinen. Som ekstraudstyr fås bilen nu med flere kørehjælpssystemer som f.eks. vognbaneskiftassistent og bakkamera. Derudover har fartpiloten nu fartbegrænser.
Den hidtidige, konventionelle automatgearkasse blev taget af programmet og afløst af den såkaldte PowerShift-automatgearkasse med dobbeltkoblingsteknologi. En undtagelse er dieselmotoren med 147 kW (200 hk), som fortsat udstyres med den hidtidige automatgearkasse kaldet "DuraShift".

## Priser
S-MAX blev kåret til Årets Bil i Europa 2007. Derudover fik bilen fem stjerner ud af fem mulige i Euro NCAPs kollisionstest.